# Parlamentsvalet i Ryssland 2007
Ryska parlamentsvalet 2007 ägde rum den 2 december 2007. 
Valet gällde de 450 platserna i Statsduman, underhuset i Rysslands lagstiftande församling. Elva partier ställde upp i valet, däribland Rysslands största parti Enade Ryssland vilket stöddes av Rysslands president Vladimir Putin. Fyra av partierna fick tillräckligt många röster för att ta sig in i duman.

## Deltagande partier
1. Rysslands agrarparti
2. Medborgarkraft
3. Rysslands demokratiska parti
4. Ryska federationens kommunistiska parti
5. Högerkrafternas union
6. Partiet för social rättvisa
7. Rysslands liberaldemokratiska parti
8. Rättvisa Ryssland
9. Rysslands patrioter
10. Enade Ryssland
11. Jabloko

## Valresultat
| Parti                                   | Mandat | Antal röster | %     |
| --------------------------------------- | ------ | ------------ | ----- |
| Enade Ryssland                          | 315    | 44 714 241   | 64,30 |
| Ryska federationens kommunistiska parti | 57     | 8 046 886    | 11,57 |
| Rysslands liberaldemokratiska parti     | 40     | 5 660 823    | 8,14  |
| Rättvisa Ryssland                       | 38     | 5 383 639    | 7,74  |
| Rysslands agrarparti                    | -      | 1 600 234    | 2,30  |
| Jabloko                                 | -      | 1 108 985    | 1,59  |
| Medborgarkraft                          | -      | 733 604      | 1,05  |
| Högerkrafternas union                   | -      | 669 444      | 0,96  |
| Rysslands patrioter                     | -      | 615 417      | 0,89  |
| Partiet för social rättvisa             | -      | 154 083      | 0,22  |
| Rysslands demokratiska parti            | -      | 89 780       | 0,13  |